# Volleyball Nations League
Die Volleyball Nations League ist ein Wettbewerb für Volleyballnationalmannschaften der Männer und Frauen. Die erste Ausgabe fand von Mai bis Juli 2018 statt. Die Nationenliga ist der Nachfolger der Volleyball-Weltliga (Männer) und des Volleyball World Grand Prix (Frauen).

## Geschichte
In den 1990er Jahren etablierte der Volleyball-Weltverband FIVB die Weltliga (seit 1990) und den World Grand Prix (seit 1993) als jährliche Wettbewerbe für Nationalmannschaften zusätzlich zu Weltmeisterschaften und kontinentalen Turnieren. Mit der Volleyball Nations League werden diese beiden Wettbewerbe durch einheitliche Turniere für Männer und Frauen ersetzt. Die FIVB verkündete im Oktober 2017 anlässlich des 70. Geburtstags des Verbands in Paris Informationen zum Modus und nannte die Teilnehmer für die erste Ausgabe. Präsident Ary Graça Filho sprach dabei von einem „Schlüsselmoment für die Zukunft unserer Sportart. Die Volleyball Nations League ist der wichtigste Wettbewerb in der FIVB-Geschichte und wird die Art, in der Volleyball präsentiert wird, revolutionieren“. Außerdem kündigte er neue Formen der Vermarktung und eine größere Einbindung der Fans an.

## Modus
Der Modus ist bei Männern und Frauen gleich. Jeweils 16 Nationen treten gegeneinander an. Dabei sind zwölf dieser sechzehn Teilnehmer als „core teams“ (Kernteams) gesetzt. Vier Mannschaften treten als „challenger teams“ (Herausforderer) an und kämpfen gegen den Abstieg. Die Vorrunde wird fünf Wochen lang in Gruppenspielen nach dem Modus jeder gegen jeden ausgetragen. Dabei ist jedes Kernteam mindestens einmal Gastgeber und jede Mannschaft kommt auf mindestens 15 Spiele. Die fünf besten Teams der Vorrunde und der Ausrichter ermitteln in der Endrunde den Sieger.
Für den Wettbewerb 2021 wurde der Modus geändert. Alle Spiele fanden an einem Ort statt und nur vier Teams qualifizierten sich jeweils für die Finalrunde. Bei den Männer wurde der Anzahl der Herausforderer auf sechs erhöht. Mit dem Ausschluss von Russland wurde die Anzahl der Herausforderer ab 2022 um eine Mannschaft erhöht. Die Vorrunde wurde auf drei Wochen reduziert, wobei jede Mannschaft vier Spiele per Woche absolviert d. h. jede Mannschaft kommt auf 12 Spiele insgesamt. Die Zahl der Teilnehmer der Endrunde wurde auf acht erhöht.
In 2025 wurde der Wettbewerb weiter reformiert. Die Liga hat kein Kernteam und Herausforderer mehr, sondern 18 Mannschaften, von denen am Ende des Turniers die schlechteste für das folgende Jahr durch diejenige ersetzt wird, die in der Volleyball-Weltrangliste am weitesten oben steht und zu dem Zeitpunkt noch nicht in der Liga vertreten ist. Die Mannschaften der Liga werden entsprechend ihres Platzes in der Weltrangliste in drei Leistungskategorien aufgeteilt. In der Vorrunde absolviert jede Mannschaft weiterhin 12 Spiele, wobei jeweils vier Gegner aus den drei Leistungskategorien kommen. So soll für einen fairen Wettbewerb gesorgt werden, auch wenn nicht jeder gegen jeden spielt. Die sieben besten Teams der Vorrunde und der Ausrichter qualifizieren sich für die Endrunde, bei der im KO-System der Sieger und die Platzierungen ermittelt werden.

## Teilnehmer

### 2018 bis 2024
Bei der sechsten Ausgabe 2024 haben die folgende Mannschaften am Wettbewerb teilgenommen:
|                | Männer | Frauen |
| -------------- | --- | --- |
| Kernteams      | - Argentinien - Brasilien - Deutschland - Frankreich - Iran - Italien - Japan - Polen - Serbien - Vereinigte Staaten | - Brasilien - Volksrepublik China - Deutschland - Italien - Japan - Niederlande - Serbien - Südkorea - Thailand - Türkei - Vereinigte Staaten |
| Herausforderer | - Bulgarien - Kanada - Kuba - Niederlande - Slowenien - Türkei                                                       | - Bulgarien - Dominikanische Republik - Frankreich - Kanada - Polen                                                                           |

2021 wurde die chinesische Mannschaft wegen finanzieller Probleme und der COVID-19-Vorschriften durch die Niederlande ersetzt. 2022 wurden die russischen Mannschaften der Männer und der Frauen wegen des Kriegs in der Ukraine schon vor dem Beginn des Wettbewerbs von der Teilnahme ausgeschlossen. Bei den Männern trat stattdessen die Mannschaft von China an, während bei den Frauen die bulgarische Nationalmannschaft als Ersatz benannt wurde. 2023 bis 2025 blieb Russland weiterhin aus dem Wettbewerb.
Folgende Teams traten in den vorherigen Ausgaben als Herausforderer an:
| Jahr | Männer                                                                     | Frauen                                                        |
| ---- | -------------------------------------------------------------------------- | ------------------------------------------------------------- |
| 2018 | Australien, Bulgarien, Kanada, Südkorea                                    | Argentinien, Belgien, Dominikanische Republik, Polen          |
| 2019 | Australien, Bulgarien, Kanada, Portugal                                    | Belgien, Bulgarien, Dominikanische Republik, Polen            |
| 2021 | Australien, Bulgarien, Kanada, Niederlande, Slowenien                      | Belgien, Dominikanische Republik, Kanada, Polen               |
| 2022 | Australien, Bulgarien, Volksrepublik China, Kanada, Niederlande, Slowenien | Belgien, Bulgarien, Dominikanische Republik, Kanada, Polen    |
| 2023 | Bulgarien, Volksrepublik China, Kanada, Kuba, Niederlande, Slowenien       | Bulgarien, Dominikanische Republik, Kanada, Kroatien, Polen   |
| 2024 | Bulgarien, Kanada, Kuba, Niederlande, Slowenien, Türkei                    | Bulgarien, Dominikanische Republik, Frankreich, Kanada, Polen |

### Teilnehmer und Platzierungen ab 2025
In der reformierten siebten Ausgabe 2025 wurde das Feld neben den Teilnehmern von 2024 durch jeweils zwei weitere Mannschaften auf 18 Teilnehmer aufgestockt. In dem ersten Jahr kamen der Gewinner des FIVB Volleyball Challenger Cups und die in der Weltrangliste am höchsten platzierte Mannschaft, die noch nicht qualifizierte war, hinzu. In den folgenden Jahren scheidet die Mannschaft auf Platz 18 aus und wird für das folgende Jahr wiederum durch das in der Weltrangliste am besten platzierte Team ersetzt.
| Männer                                                                  | TN          | 2025 | 2026 |   |
| ----------------------------------------------------------------------- | ----------- | ---- | ---- | - |
| Männer                                                                  | Argentinien | 1    | 13   | Q |
| Belgien                                                                 | 0           | –    | Q    |   |
| Brasilien                                                               | 1           | 3    | Q    |   |
| Bulgarien                                                               | 1           | 11   | Q    |   |
| Volksrepublik China                                                     | 1           | 8    | Q    |   |
| Deutschland                                                             | 1           | 15   | Q    |   |
| Frankreich                                                              | 1           | 5    | Q    |   |
| Iran                                                                    | 1           | 9    | Q    |   |
| Italien                                                                 | 1           | 2    | Q    |   |
| Japan                                                                   | 1           | 6    | Q    |   |
| Kanada                                                                  | 1           | 14   | Q    |   |
| Kuba                                                                    | 1           | 7    | Q    |   |
| Niederlande                                                             | 1           | 18   | –    |   |
| Polen                                                                   | 1           | 1    | Q    |   |
| Serbien                                                                 | 1           | 16   | Q    |   |
| Slowenien                                                               | 1           | 4    | Q    |   |
| Türkei                                                                  | 1           | 17   | Q    |   |
| Ukraine                                                                 | 1           | 10   | Q    |   |
| Vereinigte Staaten                                                      | 1           | 12   | Q    |   |
| TN = Anzahl der Teilnahmen ab 2025 Q = Qualifiziert für nächste Ausgabe |             |      |      |   |

| Frauen                                                                  | TN      | 2025 | 2026 |   |
| ----------------------------------------------------------------------- | ------- | ---- | ---- | - |
| Frauen                                                                  | Belgien | 1    | 14   | Q |
| Brasilien                                                               | 1       | 2    | Q    |   |
| Bulgarien                                                               | 1       | 13   | Q    |   |
| Volksrepublik China                                                     | 1       | 5    | Q    |   |
| Deutschland                                                             | 1       | 7    | Q    |   |
| Dominikanische Republik                                                 | 1       | 12   | Q    |   |
| Frankreich                                                              | 1       | 9    | Q    |   |
| Italien                                                                 | 1       | 1    | Q    |   |
| Japan                                                                   | 1       | 3    | Q    |   |
| Kanada                                                                  | 1       | 16   | Q    |   |
| Niederlande                                                             | 1       | 10   | Q    |   |
| Polen                                                                   | 1       | 4    | Q    |   |
| Serbien                                                                 | 1       | 15   | Q    |   |
| Südkorea                                                                | 1       | 18   | –    |   |
| Thailand                                                                | 1       | 17   | Q    |   |
| Tschechien                                                              | 1       | 11   | Q    |   |
| Türkei                                                                  | 1       | 6    | Q    |   |
| Ukraine                                                                 | 0       | –    | Q    |   |
| Vereinigte Staaten                                                      | 1       | 8    | Q    |   |
| TN = Anzahl der Teilnahmen ab 2025 Q = Qualifiziert für nächste Ausgabe |         |      |      |   |

## Turniere Männer
| Jahr | Sieger                                      | Datum                     | Gastgeber Final Four |
| ---- | ------------------------------------------- | ------------------------- | -------------------- |
| 2018 | Russland                                    | 25. Mai – 8. Juli         | Lille                |
| 2019 | Russland                                    | 31. Mai – 14. Juli        | Chicago              |
| 2020 | kein Wettbewerb wegen der COVID-19-Pandemie | geplant 22. Mai – 5. Juli | geplant in Turin     |
| 2021 | Brasilien                                   | 28. Mai – 27. Juni        | Rimini               |
| 2022 | Frankreich                                  | 7. Juni – 24. Juli        | Casalecchio di Reno  |
| 2023 | Polen                                       | 6. Juni – 23. Juli        | Danzig               |
| 2024 | Frankreich                                  | 21. Mai – 30. Juni        | Łódź                 |
| 2025 | Polen                                       | 11. Juni – 3. August      | Ningbo               |

## Turniere Frauen
| Jahr | Sieger                                      | Datum                     | Gastgeber Final Four |
| ---- | ------------------------------------------- | ------------------------- | -------------------- |
| 2018 | Vereinigte Staaten                          | 15. Mai – 1. Juli         | Nanjing              |
| 2019 | Vereinigte Staaten                          | 21. Mai – 7. Juli         | Nanjing              |
| 2020 | kein Wettbewerb wegen der COVID-19-Pandemie | geplant 19. Mai – 5. Juli | geplant in China     |
| 2021 | Vereinigte Staaten                          | 25. Mai – 25. Juni        | Rimini               |
| 2022 | Italien                                     | 31. Mai – 17. Juli        | Ankara               |
| 2023 | Türkei                                      | 30. Mai – 16. Juli        | Arlington            |
| 2024 | Italien                                     | 14. Mai – 23. Juni        | Bangkok              |
| 2025 | Italien                                     | 4. Juni – 27. Juli        | Łódź                 |